# Allopterigeron
Allopterigeron, monotipsaki rod glavočika iz podtribusa Plucheinae, dio tribusa Inuleae. Jedina je vrsta A. filifolius, endem iz Australije (Sjeverni teritorij, Queensland, Zapadna Australija)

## Sinonimi
- Oliganthemum filifolium F.Muell.
- Pluchea filifolia F.Muell.
- Pterigeron filifolius Benth.